# Lê Thị Thanh Nhàn
Lê Thị Thanh Nhàn (23 de marzo de 1970) es una matemática vietnamita, profesora de matemáticas y vicerrectora del Escuela de Ciencia de la Universidad de Thái Nguyên. Su investigación se centra en álgebra conmutativa y geometría algebraica.

## Biografía
El padre de Nhàn era soldado y murió cuando ella era pequeña, y su madre era profesora. Nació en Thừa Thiên-Huế, y creció en Thái Nguyên como la mediana de cinco hermanos en una familia pobre.
Planeando convertirse también en profesora, estudió matemáticas en la Escuela de Educación de Thái Nguyên entre 1986 y 1990, año en el que obtuvo su título de grado, y tras graduarse se convirtió en profesora de matemáticas en la misma institución. Continuó su educación en la Universidad de Educación de Hanói, donde obtuvo una maestría en 1995, y en el Instituto de Matemáticas de la Academia de Ciencia y Tecnología de Vietnam, donde obtuvo un doctorado en 2001, bajo la dirección conjunta de Nguyen Tu Cuong y Marcel Morales de la Universidad Joseph Fourier.
Se trasladó de la Escuela de Educación a la Escuela de Ciencia en 2002, y fue ascendida a profesora asociada en 2005, convirtiéndose en la matemática más joven de Vietnam con dicho rango. También estuvo asociada al Centro Internacional de Física Teórica, en Italia, como miembro asociado júnior entre 2002 y 2007, y como miembro asociado regular entre 2009 y 2014. En 2009 se convirtió en vicerrectora.
Nhàn fue ascendida a catedrática de matemáticas en 2015, convirtiéndose en la segunda mujer catedrática de matemáticas de Vietnam, después de Hoàng Xuân Sính.

## Premios y reconocimientos
En 2011 fue una de las dos ganadoras del Premio Kovalévskaya, un premio anual para promover a la mujer en la ciencia en Vietnam. El premio lleva el nombre de la matemática rusa Sofia Kovalévskaya y fue fundado en 1985 por el matemático Neal Koblitz y su mujer Ann Hibner Koblitz usando los beneficios de la biografía de Kovalévskaya escrita por Ann Koblitz.